# کنیا پاور
کنیا پاور (انگلیسی: Kenya Power) شرکت برق کنیایی است، که در سال ۱۹۲۲ تأسیس شد.